# Шенефелд (Округ Штајнбург)
Шенефелд (њем. Schenefeld) општина је у њемачкој савезној држави Шлезвиг-Холштајн. Једно је од 112 општинских средишта округа Штајнбург. Према процјени из 2010. у општини је живјело 2.447 становника. Посједује регионалну шифру (AGS) 1061097.

## Географски и демографски подаци
Шенефелд се налази у савезној држави Шлезвиг-Холштајн у округу Штајнбург. Општина се налази на надморској висини од 27 метара. Површина општине износи 5,2 km². У самом мјесту је, према процјени из 2010. године, живјело 2.447 становника. Просјечна густина становништва износи 474 становника/km².